# 拉赫馬爾
31°55′53″N 2°15′30″W / 31.93139°N 2.25833°W

拉赫馬爾（阿拉伯语：‎），是阿爾及利亞的城鎮，位於該國西部，由貝沙爾省負責管轄，是拉赫馬爾區的首府，面積820平方公里，海拔高度939米，2008年人口1,961，人口密度每平方公里2.4人。